# آکسانا پاپکو
آکسانا پاپکو (انگلیسی: Aksana Papko؛ زادهٔ ۱۶ november ۱۹۸۸ (۳۶ سال)) دوچرخه‌سوار اهل بلاروس است.
وی در مسابقات کشوری و بین‌المللی در مجموع برندهٔ ۴ مدال برنز شده‌است.